# Oldřich Otáhal
Oldřich Otáhal (18. prosince 1884 Polkovice – 20. prosince 1953 Nový Jičín) byl československý politik a meziválečný poslanec Národního shromáždění za Československou stranu lidovou.

## Biografie
Po absolvování Arcibiskupského gymnázia v Kroměříži studoval na tamějším učitelském ústavu. Od roku 1905 působil jako učitel na mnoha místech na Moravě (Hulín, Kvasice, Bzenec, Uherský Ostroh). Roku 1910 přijal místo na dívčí škole v Příboře. Zde se začal zapojovat do politického života. Angažoval se v katolických spolcích a v Orlu. Za 1. světové války sloužil na ruské frontě. Po válce zastával řadu funkcí (jednatel Orla, předseda místní organizace ČSL). Mezi lety 1927-1938 byl starostou Příbora. Za jeho starostování byla vybudována nová radnice.
V parlamentních volbách v roce 1935 byl zvolen za lidovce do Národního shromáždění. Poslanecké křeslo si oficiálně podržel do formálního zrušení parlamentu 21. března 1939, přičemž krátce předtím ještě v prosinci 1938 přestoupil do nově vzniklé Strany národní jednoty.
Podle údajů k roku 1935 byl profesí odborným učitelem a starostou Příboru.
Po Mnichovské dohodě se stal Příbor součástí německého záboru. Jako starosta byl v říjnu 1938 po blíže neurčenou dobu zatčen, když na výčitku velitele německých vojsk, že nikde nejsou vyvěšeny prapory, nezvoní zvony a nehoukají sirény, odpověděl: "Ve městě nikdo nezemřel, ani tu nehořelo. Příbor je české město." S rodinou se poté odstěhoval do Hukvald a později do Horní Bečvy. Od roku 1940 penzionován. Na podzim 1945 se odstěhoval do Nového Jičína, kde až do roku 1948 působil na MNV za ČSL. V roce 1948 byl z funkce odvolán akčním výborem, poté z veřejného života odešel.